# مؤيد عابدين
مؤيد عابدين مكي (21 مايو 1996 - ) هو لاعب كرة قدم سوداني محترف. يلعب حالياً كمدافع في نادي الأمل ومنتخب السودان لكرة القدم.
شارك مؤيد مع المنتخب الوطني في كأس الأمم الأفريقية 2021.

## الإنجازات

### مع الهلال
- الدوري السوداني الممتاز (1): 2021.